# Lijst van voetbalinterlands Chili - Zambia
Deze lijst van voetbalinterlands is een overzicht van alle officiële voetbalwedstrijden tussen de nationale teams van Chili en Zambia. De landen speelden tot op heden een keer tegen elkaar: een vriendschappelijke wedstrijd, die werd gespeeld op 26 mei 2010 in Calama. Voor het Chileens voetbalelftal was dit een oefenwedstrijd in de voorbereiding op het Wereldkampioenschap voetbal 2010.

## Wedstrijden
| № | Plaats | Datum       | Competitie        | Wedstrijd      | Uitslag |
| - | ------ | ----------- | ----------------- | -------------- | ------- |
| 1 | Calama | 26 mei 2010 | Vriendschappelijk | Chili – Zambia | 3 – 0   |

## Samenvatting
| Competitie        | Totaal gespeeld | Winst Chili | Gelijk | Winst Zambia | Doelsaldo Chili – Zambia |
| ----------------- | --------------- | ----------- | ------ | ------------ | ------------------------ |
| Vriendschappelijk | 1               | 1           | 0      | 0            | 3 − 0                    |
| Totaal            | 1               | 1           | 0      | 0            | 3 − 0                    |

Wedstrijden bepaald door strafschoppen worden, in lijn met de FIFA, als een gelijkspel gerekend.

## Details

### Eerste ontmoeting
| Vriendschappelijk (Calama, Chili, 26 mei 2010): |              | |
| Chili | 3 – 0        | Zambia |
| Alexis Sánchez 54' Alexis Sánchez 85' Jorge Valdivia 87' | goals        | |
| Marcelo Bielsa | bondscoach   | Dario Bonetti |
| Claudio Bravo Roberto Cereceda 46' Pablo Contreras Gonzalo Jara 46' Ismael Fuentes 46' Carlos Carmona Rodrigo Tello Jorge Valdivia Gonzalo Fierro Fabián Orellana Esteban Paredes 46' | opstellingen | Kakonje Kalililo Emmanuel Mbola Hichani Himonde Stoppila Sunzu Francis Kasonde William Njobvu 89' Felix Katongo Rainford Kalaba 69' Rodgers Kola Chris Katongo 41' Jonas Sakuwaha |
| Mauricio Isla 46' Marco Estrada 46' Jean Beausejour 46' Alexis Sánchez 46' | wissels      | 41' Clifford Mulenga 69' Given Singuluma 89' Isaac Chansa |
| | gele kaarten | 20' Felix Katongo 26' Rainford Kalaba |